# Charles-Henri Godet
Pour les articles homonymes, voir Godet.
Charles-Henri Godet, né le 16 septembre 1797 à Neuchâtel et mort le 16 décembre 1879 à Neuchâtel, est un botaniste et entomologiste suisse.

## Biographie
Charles-Henri Godet est le fils de Paul-Henri Godet et d'Hélène Gallot. Il se forme à la philologie à Neuchâtel puis à Zurich avant d'enseigner brièvement au sein de l'institut de Philipp Emanuel von Fellenberg à Hofwil. En 1819, afin de subvenir à ses besoins à la suite du décès de son père, il s'engage comme précepteur auprès du comte Adam Orlowski en Podolie. Durant les sept années que dure son séjour russe, Charles-Henri Godet étudie en autodidacte les sciences naturelles et plus particulièrement la botanique et l'entomologie.
En 1828, arrivé au terme de son engagement, Charles-Henri Godet décide d'accompagner le conseiller impérial de Stevens dans sa visite des établissements russes du Caucase. Au cours de ce périple qui le mène jusqu'à la mer Caspienne, il amasse quantité de plantes et d'insectes. À son retour, il s'installe à Paris et échange ses trouvailles avec des entomologistes de la place (tels que Pierre-André Latreille et Pierre-François Dejean), se constituant de la sorte une belle collection. Bien intégré au milieu savant parisien, Charles-Henri Godet tisse également des liens avec Édouard Spach, Georges Cuvier ou encore le prometteur Milne Edwards. A Paris, il reprend aussi son activité de précepteur, s'occupant cette fois des deux fils de Jämes de Pourtalès. Durant cette période, Charles-Henri Godet visite Berlin où il fréquente les bancs de l'Université, explore l'île de Rügen puis, finalement, se rend en Suède et notamment à Uppsala sur les traces de Linné.
Charles-Henri Godet est de retour à Neuchâtel en 1834. Il y épouse sa cousine germaine, Hélène Gallot, et y fait construire une maison au faubourg du Crêt. De leur union naissent Paul (1836-1911) et Alfred Godet (1846-1902). C'est aussi à cette époque qu'il commence à travailler à sa Flore du Jura, vaste projet grâce auquel il entre en contact avec de nombreux botanistes suisses. Sa réputation désormais bien établie, il est nommé suppléant de Louis Agassiz, tout juste parti pour l'Amérique, à l'Académie de Neuchâtel. Cependant, en raison de son farouche royalisme, Charles-Henri Godet n'occupe la chaire que peu de temps. En effet, dans la foulée de la Révolution neuchâteloise de 1848, il est forcé par les nouvelles autorités à renoncer à cette position.
En sus de ses activités scientifiques, Charles-Henri Godet est membre du Grand Conseil de la ville (1837), inspecteur des écoles (1839-1848) et membre de la commission administrative du Musée d'histoire naturelle de Neuchâtel. Il est aussi bibliothécaire pour le compte de la Bibliothèque publique et universitaire de Neuchâtel (1859-1876). De surcroît, Charles-Henri Godet est à l'origine du premier jardin botanique de la ville de Neuchâtel.
Charles-Henri Godet décède à l'âge de 82 ans. En son honneur, son ami Edouard Spach donne son nom à un genre de plantes : Godetia Spach tandis que Pierre-François Dejean nomme après lui plusieurs espèces d'insectes : Cetonia Godetii, Cyrtonota Godetii, Baris Godetii.

## Quelques distinctions
- Membre fondateur de la Société nationale d'horticulture de France
- Membre fondateur de la Société entomologique de France
- Membre honoraire du Club jurassien
- Membre honoraire de la Société cantonale d'horticulture
- Membre de la Société neuchâteloise des sciences naturelles
- Membre de la Société murithienne de botanique du Valais[7]

## Publications
- Charles-Henri Godet, Énumération des végétaux vasculaires du Jura suisse et français, plus spécialement du canton de Neuchâtel, Neuchâtel, Imprimerie Henri Wolfrath, 1851.
- Charles-Henri Godet, Flore du Jura ou Description des végétaux vasculaires qui croissent spontanément dans le Jura suisse et français, plus spécialement dans le Jura neuchâtelois, Neuchâtel, J.-P. Michaud, [puis] se trouve chez l'auteur, et les principaux libraires du canton ; Berne, J. Dalp; Genève, J. Cherbuliez, 1852-1853.
- Charles-Henri Godet et Hercule Nicolet, Description des plantes vénéneuses du canton de Neuchâtel, Neuchâtel, Imprimerie de Henri Wolfrath, 1845.
- Charles-Henri Godet et Hercule Nicolet, Description des plantes vénéneuses du canton de Neuchâtel, Neuchâtel, Jules Gerster libraire, 1846.
- Charles-Henri Godet, F. Gendre et H. Furrer, Les plantes vénéneuses du canton de Neuchâtel, Neuchâtel, Imprimerie Montandon frères, 1864.
- Charles-Henri Godet, Réponse au manifeste du christianisme libéral, [Neuchâtel], [éditeur non identifié], 1869.
- Charles-Henri Godet, Supplément à la Flore du Jura suisse et français, Neuchâtel, chez l'auteur, 1869.

## Collections
L'herbier de Charles-Henri Godet, riche de quelque 27'000 espèces, est conservé à l'Université de Neuchâtel. La Bibliothèque publique et universitaire de Neuchâtel conserve une partie de ses manuscrits ainsi qu'un petit herbier de flore alpine.